# 三好 (江東區)
三好（日语：／ Miyoshi */?）是東京都江東區的町名。現行行政地名為三好一丁目至三好四丁目。郵遞區號135-0022。

## 地理
位於東京都江東區西北部，屬深川地域。北鄰白河，東接石島，南連平野，西通清澄。町域西起為三好一丁目至四丁目。町域東邊為大橫川。都道縱貫町域中部。東西狹長，佛教寺院眾多，東端的三好四丁目有東京都現代美術館。

### 河川
- 大橫川 - 亥之堀橋、三石橋。

## 歷史
原為深川三好町。1970年（昭和45年）實施新住居表示。

### 地名由來
江戶時代的元祿14年（1701年），中川屋佐兵衛等三名在此建造町屋。元祿16年（1703年），為了表揚三人而命名三好町。

## 交通

### 巴士
都營巴士
- 東20、業10系統 「東京都現代美術館前」・「東京都現代美術館」
- 門33、急行06系統 「清澄庭園前」

### 道路
- 東京都道319號環狀三號線（三目通）
- 東京都道463號上野月島線（清澄通）

## 設施
- 木場公園 - 園區北部。
  - 東京都現代美術館 - 木場公園內。
- 一乘院 - 日蓮宗。
- 圓通寺 - 淨土宗。
- 圓隆院 - 日蓮宗。
- 華嚴院 - 淨土宗。
- 蔡華院 - 淨土宗。
- 濟生院 - 淨土宗。
- 正覺院 - 淨土宗。
- 唱行院 - 日蓮宗。
- 松林院 - 淨土宗。
- 勢至院 - 淨土宗。
- 成等院 - 淨土宗。
- 長專院 - 淨土宗。
- 法性寺 - 淨土宗。
- 一言院 - 淨土宗。
- 雲光院 - 淨土宗。
- 照光院 - 淨土宗。
- 攝心院 - 淨土宗。
- 善德寺 - 曹洞宗。
- 潮江院 - 淨土宗。
- 龍光院 - 淨土宗。
- 良信院 - 淨土宗。

## 備註
1. ↑  江東区の世帯と人口（住民基本台帳による） 区民部区民課 平成25年8月1日現在[永久]
2. ↑  江東區の地名由来-江東區地域振興部文化観光課文化財係 （页面存档备份，存于），2012年7月2日閲覧。

## 外部連結
- 江東區官方網站（页面存档备份，存于）